# Chi Chi (grupo musical)
Chi Chi (em coreano:  치치, muitas vezes estilizado como CHI CHI; acrônimo para Creative Electronic House Idols), foi um grupo feminino sul-coreano formado pela Yedang Company com Tophy Entertainment em 2011. Sua formação final consistiu em cinco integrantes, sendo elas: Shine, Semi, A.Zi, Boreum e Sui.

## Carreira
Sua estreia ocorreu em 18 de março de 2011 com o lançamento do single digital Don't Play Around. A primeira apresentação ao vivo do grupo ocorreu em 19 de março de 2011 no programa Inkigayo, exibido pela SBS. O grupo realizou seu retorno em 21 de julho com seu segundo single Longer. Chi Chi realizou sua estreia no Japão em 28 de abril de 2011, com o lançamento do single digital Karakawanaide, versão japonesa do single de estreia do grupo, Don't Around Play. Foi confirmado em 13 de dezembro de 2011 que as integrantes Nara, JiU e Peach haviam deixado o grupo para seguir carreiras individuais. Elas foram posteriormente substituídas pela nova integrante Shine. Em 28 de junho de 2012, Chi Chi realizou seu primeiro retorno do ano com o single digital Love Is Energy. Sua apresentação ao vivo de retorno ocorreu em 30 de junho de 2012 no programa Show! Music Core. O grupo chegou ao fim em 23 de outubro de 2013.

## Integrantes
- Nara (em coreano:  나라), nascida Yoon Hyewon (em coreano:  윤혜원) em 28 de julho de 1989 (35 anos) em Seul, Coreia do Sul.
- Shine (em coreano:  샤인), nascida Lee Jiah (em coreano:  이지아) em 10 de julho de 1990 (34 anos) em Seul, Coreia do Sul.
- Peach (em coreano:  피치), nascida Son Jungae (em coreano:  손정애) em 3 de junho de 1991 (33 anos) em Seul, Coreia do Sul.
- Semi (em coreano:  세미), nascida Park Semi (em coreano:  박세미) em 14 de setembro de 1991 (33 anos) em Seul, Coreia do Sul.
- Jiyoo (em coreano:  지유), nascida Lee Yoonji (em coreano:  이윤지) em 3 de dezembro de 1991 (33 anos) em Seul, Coreia do Sul.
- A.Zi (em coreano:  아지), nascida Baek Soyoung (em coreano:  백소영) em 30 de setembro de 1992 (32 anos) em Seongnam, Gyeonggi, Coreia do Sul.
- Boreum (em coreano:  보름), nascida Lee Boreum (em coreano:  이보름) em 20 de setembro de 1993 (31 anos) em Bucheon, Gyeonggi, Coreia do Sul.
- Sui (em coreano:  수이), nascida Kim Sori (em coreano:  김소리) em 4 de outubro de 1994 (30 anos) em Seul, Coreia do Sul.

## Discografia

### Singles em coreano
| Ano  | Detalhes | Lista de faixas                                                                           |
| ---- | --- | ----------------------------------------------------------------------------------------- |
| 2011 | "Jangnanchijima" (장난치지마, "Don't Play Around") - Lançamento: 18 de março de 2011 - Língua: Coreano - Duração: 2:57 - Gravadora: Yedang Entertainment | 1. "Jangnanchijima" (장난치지마, "Don't Play Around")                                     |
| 2011 | "Longer" - Lançamento: 21 de julho de 2011 - Língua: Coreano - Duração: 9:21 - Gravadora: Yedang Entertainment                                           | 1. "Longer" 2. "Longer (versão acústico)" 3. "Longer (versão remix)"                      |
| 2012 | "Love is Energy" - Lançamento: 29 de junho de 2012 - Língua: Coreano - Duração: 10:44 - Gravadora: Trophy Entertainment                                  | 1. "Love is Energy" 2. "Leon" 3. "Love Is Energy (Instrumental)" 4. "Leon (Instrumental)" |

### Singles em japonês
| Ano  | Detalhes | Lista de faixas | Melhores posições nas paradas | Melhores posições nas paradas | Vendas        |
| Ano  | Detalhes | Lista de faixas | JPN Oricon daily              | JPN Oricon weekly             | Vendas        |
| ---- | --- | --- | ----------------------------- | ----------------------------- | ------------- |
| 2012 | "Karakawanaide!! (Jangnanchijima)" - Lançamento: 25 de abril de 2012 - Língua: Japonês/Coreano - Gravadora: Tokuma Japan Communications | Lista de faixas 1. "Karakawanaide!! (Jangnanchijima)" (からかわないで!! -ジャンナンチジマ-; "Don't Play Around") 2. "Sexy Doll (Korea Original Version)" (セクシー・ドール) 3. "Jangnanchijima (Korea Original Version)" 4. "Karakawanaide!! (Jangnanchijima Instrumental)" | 25                            | 58                            | - JPN: 2.305+ |

## Prêmios
| Ano  | Prêmio               | Categoria       | Resultado |
| ---- | -------------------- | --------------- | --------- |
| 2011 | Seoul Success Awards | Prêmio Newcomer | Venceu    |
| 2012 | Seoul Music Awards   | Prêmio Newcomer | Indicado  |